# Desviament de Mataró
El desviament de Mataró (també conegut com el desvio) és un canal hidràulic datat en primer quart del segle XX que desvia la Riera de Cirera fins a la de Sant Simó, per l'actual avinguda d'Amèrica de Mataró. El desviament estaba descobert fins que els anys 1950 es va fer necessari construir ponts per travessar-la i finalment es va cobrir el seu recorregut. L'obra començà l'any 1916 i s'allargà fins al 1925, amb un cost de més de tres-centes mil pessetes de pressupost.
Mataró havia crescut als costats de la riera de Cirera i tenia molts problemes d'inundacions. Això va fer plantejar al municipi la necessitat de desviar les lleres perquè els desbordaments no afectessin el nucli urbà.
El desviament va ser objecte de diferents estudis i projectes (E. Ferrés, 1903; F. Membrillera, 1907, informe Bassegoda i Puig i Cadafalch, 1911) i l'any 1908 l'arquitecte Melcior de Palau i Simon va presentar un projecte consistent en ajuntar en dues totes les lleres de la ciutat i conduir les aigües per dins la població amb col·lectors soterranis fins al mar, que fessin, alhora, la funció de claveguera urbana.
El projecte definitiu de l'obra de desviament de la riera de Cirera, de Melcior de Palau i Simon, fou aprovat l'any 1912. Va preveure la construcció d'un tram de 1.150 metres de llargària i d'una amplada màxima de 6 metres i una secció transversal trapezoïdal que discorria a cel obert excepte en la part del turó del 1r de Maig on passava en túnel.